# En levande själ
En levande själ är en fiktiv självbiografisk roman med inslag av science fiction författad av P.C. Jersild 1980. Den har av beskrivits av Jersild själv som "en skröna i laboratoriemiljö". Boken delar vissa idéer med bland annat Roald Dahls novell "William and Mary" ur novellsamlingen "Kiss kiss" från 1960.
Berättelsen filmatiserades i kortfilmsformat 2014 i regi av Henry Moore Selder, med samma titel.

## Huvudperson, berättarteknik och handling
Huvudperson och berättare i En levande själ är Ypsilon, en amputerad mänsklig hjärna som levande flyter fritt i ett akvarium fyllt med steriliserat vatten, något som är möjligt i denna tänkta framtid. Han hålls vid liv via en svag elektrisk spänning som tillhandahålls via sladdar inkopplade direkt i hans hjärnbark och erhåller de livsnödvändiga näringsämnen som tidigare producerades av hans kropp via olika former av artificiella näringslösningar som nu via pipett droppas ned i det akvarium i vilket han befinner sig.
Ypsilons vårdare är läkarpersonalen och sjuksköterskorna på den fiktiva medicinska koncernen Biochine Medical Corp., i vilkas laboratorium hans akvarium också befinner sig. Biochine porträtteras av Jersild som arketypen av ett oetiskt storföretag, och deras huvudsakliga intresse utmålas uteslutande bestå av kommersiell profit i stället för etisk forskning under humanistiska ideal. Denna vinstlystnad leder under handlingens gång till ett stort antal oetiska medicinska övergrepp mot den försvarslöse Ypsilon, som av sina vårdare paradoxalt nog enbart betraktas som "bara en hjärna" eller "en produkt" i stället för en fullständig människa.
Ypsilon består dock inte enbart av en hjärna; vissa delar av hans tidigare kropp har också hållits vid liv tillsammans med hans hjärnbark. Dessa delar är hans vänstra öga och hans bägge öron, vilka fortfarande är direkt anslutna till hans hjärnbark med de sedvanliga nerv- och muskelanslutningarna. Han kan således emotta synintryck både av det laboratorium han befinner sig i samt av de människor som befinner sig i hans närhet. Om han rör på sina ytteröron med hjälp av de muskler som fortfarande är fastsatta vid dessa kan han dessutom hjälpligt "paddla" sig fram genom det vatten han vilar i och således "se sig omkring" i olika riktningar.
Då Ypsilons kropp amputerats har delar av hans hjärnbark frigjorts vilka tidigare varit upptagna med bland annat motorisk aktivitet. Denna frigjorda hjärnkapacitet gör att han nu har en IQ som, enligt honom själv, ligger långt över världens alla samlade genier. Likafullt är hans tillvaro mycket monoton, tom och fattig på intryck, då han i den sterila laboratoriemiljön oftast inte har någonting alls att sysselsätta sitt gigantiska intellekt med. För att fördriva tiden narrerar han således sitt eget liv i självbiografiskt syfte. Det är denna Ypsilons ständiga tankeström som utgör både berättarrösten såväl som själva berättelsen i romanen.
Romanen börjar in medias res, en obestämd tid efter att Ypsilons hjärna amputerats från hans kropp och nedlagts i akvariet. Ypsilon har i berättelsens början inget som helst minne av sitt tidigare liv eller vem han var innan hans kropp amputerades. Detta leder också till att berättelsen börjar mitt i en av hans tankegångar, i vilken han reflekterar över vad han ser i sin omgivning och vad det innebär.
Under berättelsens gång förälskar sig Ypsilon allt mer i den kvinnliga sjuksköterska, Emma, som huvudsakligen är ansvarig för att ta hand om honom och "ge honom mat" via pipett. Han lär sig också att kommunicera med henne och annan personal genom att utveckla telepati, möjligtvis som en biprodukt av hans extremt höga IQ, genom vilken han kan läsa och påverka andra människors (och djurs) tankar. Ett tag ser det ut som att Emma även delar och besvarar Ypsilons känslor för henne. 

## Teman
Återkommande teman i En levande själ är hänsynslöshet och vinstlystnad inom vården, samt vad detta kan leda till om bristande eller obefintlig hänsyn samtidigt tas till etik i vårdsammanhang. Biochines pengahunger leder till ett oräkneligt antal obehagliga övergrepp på Ypsilon under berättelsens gång – såväl medicinska, känslomässiga som moraliska sådana.
Biochines personal behandlar också Ypsilon som att han vore ett djur eller något slags objekt hellre än en människa, trots att hans intelligens vida överskrider deras egen många gånger om. De utsätter honom också för elchocker, kemisk tortyr samt förnedrande och omänskliga medicinska experiment, särskilt i slutet av romanen. Allt i syfte att i slutändan kunna skapa och leverera en kommersiell produkt skapad för att uppfylla ett visst, specifikt ändamål. Ingen hänsyn tas till Ypsilon som person eller vad hans känslor inför sin hemska tillvaro kan tänkas vara.
Ett annat återkommande tema är vad det egentligen är som utgör en människa, samt vad det egentligen är vi (kanske felaktigt) väljer att betrakta som mänskligt. Praktiskt taget ingen av personerna i berättelsen betraktar Ypsilon som den människa han faktiskt är, utan i stället enbart som en produkt eller ett inre organ. De smider hela tiden planer bakom hans rygg (figurativt sett) och konspirerar mot honom i hemlighet – något som avslöjas i det sista, fruktansvärda ingrepp de i sinom tid utsätter honom för. Till Ypsilons egna känslor och hans eget själsliv tas ingen som helst hänsyn, medan personerna anställda vid Biochines laboratorium ofta är mycket självupptagna och enbart bryr sig om sitt eget bästa. Tvärtom är den enda person som även tycks tänka på andras välbefinnande – huvudsakligen sjuksköterskan Emmas – Ypsilon själv. Ypsilon utmålas således av Jersild som en betydligt mer fullständig och komplett människa än de andra personerna i romanen; trots att han endast är en amputerad hjärna som flyter i ett akvarium fullt av vatten.